# Maylandia zebra

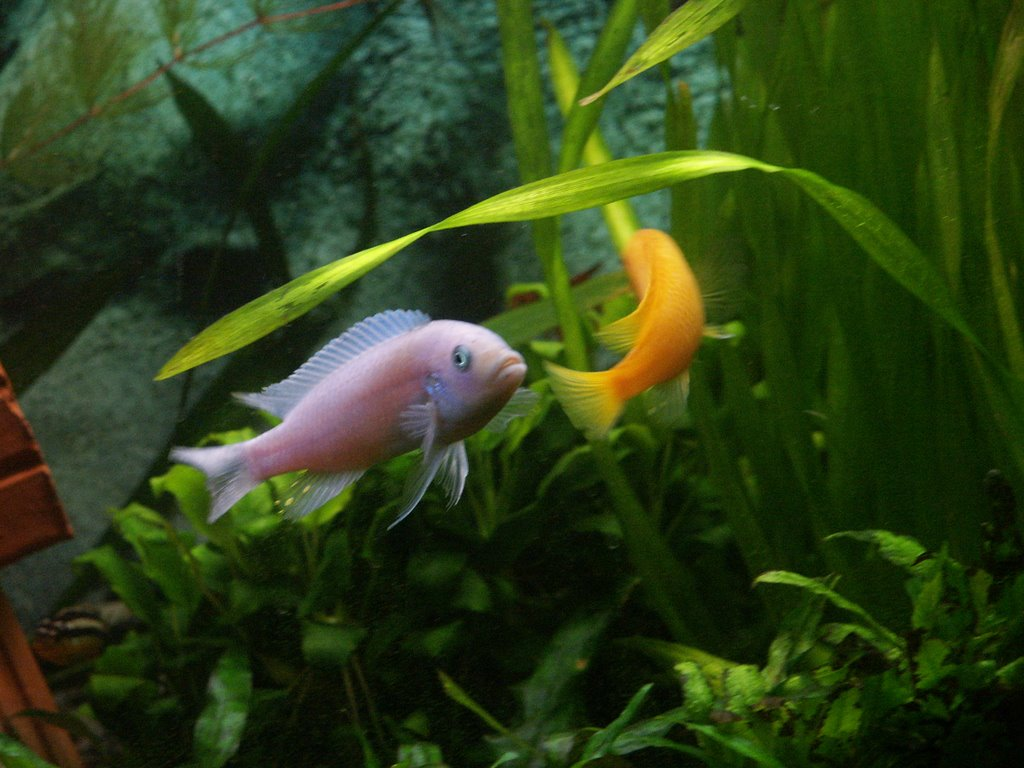
Esemplari selezionati in acquario

Maylandia zebra Boulenger, 1899 è un pesce d'acqua dolce appartenente alla famiglia Cichlidae ed alla sottofamiglia Pseudocrenilabrinae.

## Habitat e Distribuzione
Proviene dal Lago Malawi, nell'Africa Orientale, dove è molto diffusa. Vive nelle vicinanze delle isole e nelle aree con fondo roccioso a profondità abbastanza varie.

## Descrizione
Presenta un corpo cilindrico, solo leggermente compresso ai lati e con la testa arrotondata. La colorazione in natura è prevalentemente azzurra con fasce nere, ma è facile trovare negli acquari varietà gialle od albine. La pinna dorsale e la pinna anale sono leggermente allungate, mentre la pinna caudale non è né biforcuta né particolarmente ampia, ma può essere bordata di giallo. Non supera i 12 cm.
Il dimorfismo sessuale è abbastanza marcato soprattutto nelle dimensioni, che sono maggiori nel maschio. Gli esemplari maschili, soprattutto quello dominante, hanno un colore più vivido delle femmine, e possono sviluppare una gobba sulla fronte durante l'età adulta. I maschi, inoltre, hanno delle macchie chiare sulla pinna anale.

## Biologia

### Comportamento
È un pesce estremamente aggressivo sia con gli esemplari della stessa specie che con tutti gli altri pesci. I maschi sono territoriali soprattutto nel periodo riproduttivo, nel quale difendono le grotte prescelte per la deposizione delle uova.

### Alimentazione
Ha una dieta prevalentemente erbivora e si nutre di piante e fitoplancton, ma occasionalmente si nutre anche di insetti ed altri invertebrati.

### Riproduzione
È un pesce oviparo ed incubatore orale. Il maschio pulisce una zona per la deposizione, di solito una grotta; quando termina la femmina depone le uova e le raccoglie in bocca, poi si avvicina al maschio per farle fecondare. La femmina continua a tenere le uova in bocca per qualche settimana.

## Acquariofilia
Nonostante la sua aggressività non è raro in commercio per gli acquari, probabilmente anche a causa della molto facile reperibilità nel suo ambiente naturale..